# Albertus Wielsma
Albertus Wielsma (født 19. december 1883 i Amsterdam, død 26. marts 1968 i Amsterdam) var en nederlandsk roer, som deltog i de olympiske lege 1908 i London.
Wielsma var ved OL med i den nederlandske båd, som kom på en tredjepladsen i firer uden styrmand, efter to britiske både. De andre roer var Hermannus Höfte, Bernardus Croon og Johan Burk. Nederlænderne tabte deres indledende heat til den ene britiske båd. Kun fire både stillede op, og efter den standard, der bruges i andre sportsgrene, ville det betyde, at taberne af semifinalerne vandt bronze, selvom der øjensynlig kun blev uddelt guldmedaljer ved disse lege.